# Roland Gerber (Fußballspieler)
Roland Gerber (* 20. Mai 1953 in Gerlachsheim; † 24. Februar 2015 in Tauberbischofsheim) war ein deutscher Fußballspieler. Als Spieler des 1. FC Köln gewann er 1977 und 1978 den DFB-Pokal sowie in der Saison 1977/78 die deutsche Fußballmeisterschaft.

## Karriere

### Vereine
1973/74 und 1974/75 spielte Gerber in der 2. Amateurliga Odenwald beim FV Lauda, ehe er vom Bundesligisten 1. FC Köln verpflichtet wurde, wo er von 1975 bis 1981 als Innenverteidiger und Libero eingesetzt wurde.
Unter Trainer Zlatko Čajkovski debütierte er am 13. September 1975 – dem siebten Spieltag der Saison – bei einer 2:3-Auswärtsniederlage beim SV Werder Bremen in der Fußball-Bundesliga. Beim Zwischenstand von 2:2 Toren wurde er in der 65. Minute für Gerd Strack eingewechselt. Gegen die weiteren Konkurrenten in der Kölner Defensive wie Bernhard Cullmann, Herbert Hein, Harald Konopka, Wolfgang Weber und Herbert Zimmermann konnte er sich im Verlauf der weiteren Runde 1975/76 aber zunächst nicht behaupten, kam aber gegen Ende der Saison zu sechs weiteren Einsätzen.
Zur Saison 1976/77 wurde der beim FC Barcelona in Ungnade gefallene Hennes Weisweiler, Kölner Urgestein, als Trainer beim 1. FC verpflichtet, der Gerber von Anfang als Libero einsetzte. So gewann der Verein 1977 nach einem 1:0 im Finale über Hertha BSC – hier war nach damaligen Regeln ein Wiederholungsspiel nach einem 1:1 im ersten Finale notwendig – und im Jahr darauf durch ein 2:0 über Fortuna Düsseldorf den DFB-Pokal. 1978 wurde er mit der Mannschaft zudem deutscher Meister. Gerber fehlte in keinem Meisterschaftsspiel und erzielte in den 34 Ligaspielen noch zwei Tore. In den Halbfinalspielen um den Europapokal der Landesmeister 1978/79 spielte der 1. FC Köln mit Gerber 3:3 beim späteren Sieger Nottingham Forest, er kam aber im mit 0:1 verlorenen Rückspiel nicht zum Einsatz. Als der 1. FC Köln 1981/82 unter dem niederländischen Trainer Rinus Michels Vizemeister wurde, gehörte Gerber anfänglich noch zum Kader, kam aber in der Bundesliga, wie auch im DFB-Pokal, nicht mehr zum Einsatz.
Gerber bestritt für den 1. FC Köln 127 Bundesligaspiele, in denen er acht Tore erzielte. Im Europapokal der Landesmeister, Pokalsieger und im UEFA-Cup machte er weitere 20 Spiele für den 1. FC Köln. Zu den prominentesten Mitstreitern seiner Zeit beim 1. FC Köln gehörten der Weltmeister von 1974 Wolfgang Overath, Heinz Flohe, Bernhard Cullmann, Bernd Schuster und der Torwart Harald „Toni“ Schumacher.
Nach Beginn der Saison 1981/82 wechselte er zum Bundesligaaufsteiger SV Darmstadt 98, für den er in 16 Spielen antrat. Der Wechsel von Trainer Werner Olk zu Manfred Krafft verhinderte aber nicht, dass der Verein als 17. abstieg. In der Saison 1982/83 beendete Gerber seine Profilaufbahn in der 2. Bundesliga beim VfL Osnabrück, mit dem er unter Trainer Carl-Heinz Rühl mit Mitspielern wie Erwin Kostedde, Guido Szesni und Detlef Olaidotter den zehnten Platz erreichte und in 33 Ligaspielen zwei Tore erzielte.
Aus Verletzungsgründen konnte er seine Profilaufbahn nicht mehr fortsetzen und kehrte 1983/84 zu seinem Heimatverein FV Lauda in der Amateuroberliga Baden-Württemberg zurück. Unter Spielertrainer Martin Kübler und dessen Trainernachfolger Richard Saller bestritt er noch neun Pflichtspiele, in denen er ein Tor erzielte.

### Auswahlmannschaften
In seiner erfolgreichen Zeit beim 1. FC Köln wurde der Abwehrorganisator zu acht Länderspielen in die B-Fußballnationalmannschaft durch den DFB berufen. Er debütierte in der Auswahl am 26. April 1977 bei einem 2:1-Erfolg in Aachen gegen Belgien als Libero an der Seite von Torhüter Dieter Burdenski sowie den zwei Defensivakteuren Charly Körbel und Ditmar Jakobs.

### Trainer
Nach seiner Spielerlaufbahn hatte Roland Gerber diverse Engagements als Trainer bei unterklassigen Vereinen und an einem DFB-Stützpunkt. 1996/97 trainierte er die Würzburger Kickers in der fünftklassigen Bayerischen Landesliga, die zum Ende jener Spielzeit als Erster aufstiegen.
Gerber starb am 24. Februar 2015 an den Folgen von Krebs.

## Erfolge
- DFB-Pokal-Sieger: 1977, 1978
- Deutscher Meister: 1978
- DFB-Pokal-Finale: 1980